# Grzegorz Górny
Grzegorz Górny (ur. 30 marca 1969) – polski dziennikarz i publicysta.

## Życiorys
Absolwent dziennikarstwa na Uniwersytecie Warszawskim. Na początku lat 90. pracował w „Gazecie Wyborczej”.
W 1994 wraz z Rafałem Smoczyńskim stworzył kwartalnik „Fronda”, który redagował przez 11 lat. W latach 1995–2001 współtworzył też program telewizyjny pod tym samym tytułem.
W lipcu 2005 właściciele tygodnika „Ozon” powierzyli mu stanowisko redaktora naczelnego. Po upadku „Ozonu” został wiceprezesem spółki Media Dei, która zamierza wydawać nowy tygodnik o podobnym do „Ozonu” profilu. Autor filmów dokumentalnych z serii Raport Specjalny dla Telewizji Polsat; współautor reportażu na temat działalności Wojskowych Służb Informacyjnych w polskich mediach telewizyjnych w latach 90. wyemitowanego w magazynie reporterskim 30 minut. Od października 2007 do 14 kwietnia 2012 znów był redaktorem naczelnym kwartalnika „Fronda”. W grudniu 2012 został publicystą tygodnika „W Sieci” (aktualnie „Sieci") i portalu wpolityce.pl. Prowadzi Klub Trójki w Programie III Polskiego Radia. Objął funkcję prezesa Fundacji Polska Wielki Projekt, prezesa Stowarzyszenia Trójmorze oraz członka rady Fundacji Twórców dla Rzeczypospolitej.
Laureat nagród dziennikarskich, filmowych i książkowych (m.in. Grand Press, Feniks, Totus Tuus i Nagroda im. Jerzego Zieleńskiego). Odznaczony węgierskim Orderem Zasługi.
Żonaty z Angeliką (członkinią grupy muzycznej 2Tm2,3), mają pięcioro dzieci.

## Ważniejsze publikacje

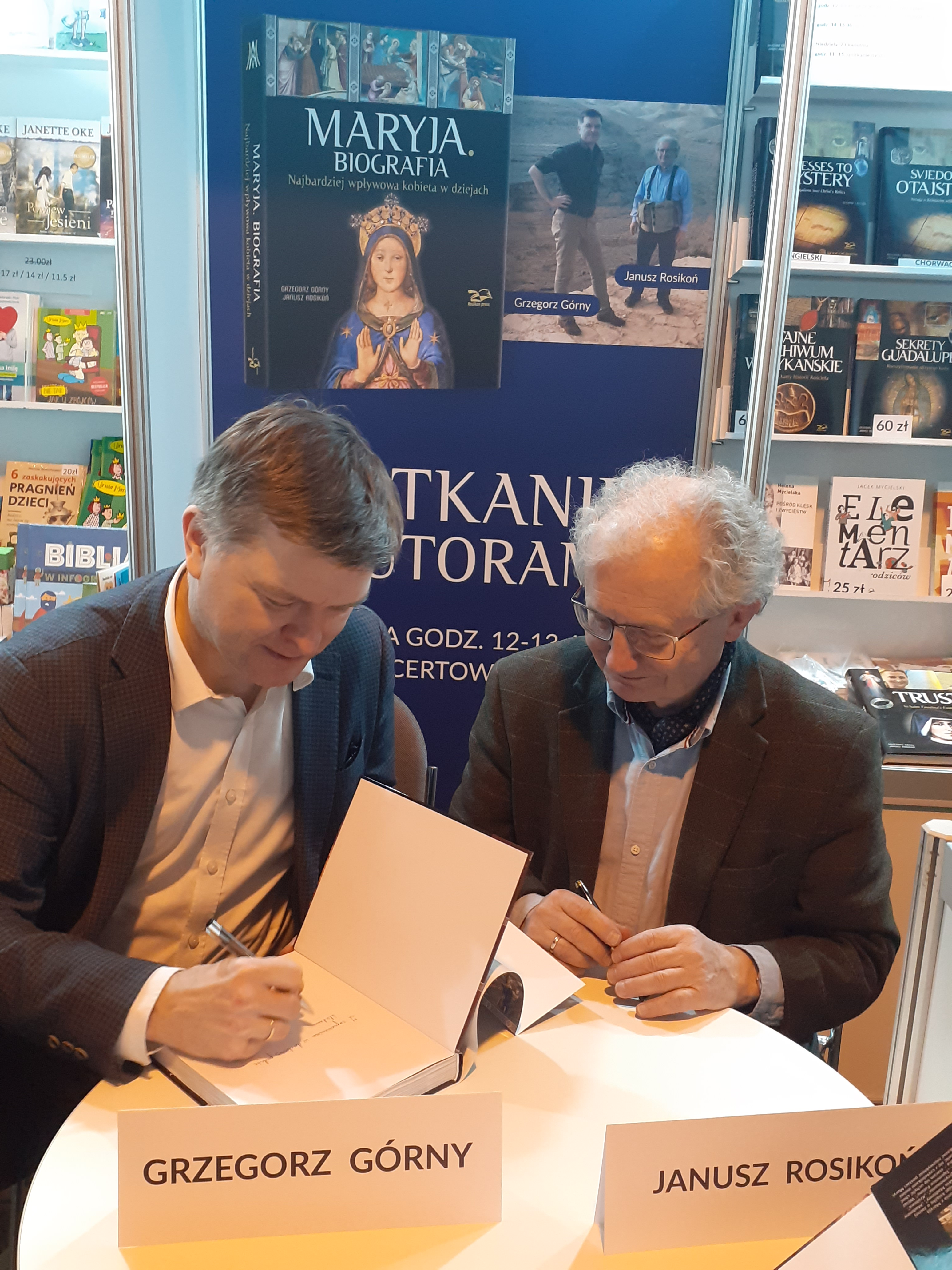
Grzegorz Górny i Janusz Rosikoń w trakcie rozdawania autografów na XXVIII Targach Wydawców Katolickich w 2023.

- Sprawcy, książka napisana wspólnie z Witoldem Paskiem i Wojciechem Tochmanem, BGW, Warszawa 1991.
- Leksykon literackich laureatów Nagrody Nobla, Zebra, Kraków 1993.
- Armenia, Ośrodek Studiów Wschodnich, Warszawa 1995.
- Gdy zaczniemy walczyć miłością... Portrety kapelanów powstania warszawskiego, praca zbiorowa zredagowana wspólnie z Aleksandrem Kopińskim, Muzeum Powstania Warszawskiego, Warszawa 2004, w której zamieścił szkic biograficzny o działalności w AK ks. Stefana Wyszyńskiego.
- Bóg, Biblia, Mesjasz, tom I wywiadu-rzeki z ks. prof. Waldemarem Chrostowskim przeprowadzony wspólnie z Rafałem Tichym, Biblioteka „Frondy”, Warszawa 2006.
- Demon południa, Biblioteka „Frondy”, Warszawa 2007.
- Paweł Cebula, Grzegorz Górny, Węgierski łącznik, Warszawa 2008.
- Kościół, Żydzi, Polska, tom II wywiadu-rzeki z ks. prof. Waldemarem Chrostowskim przeprowadzony wspólnie z Rafałem Tichym, Biblioteka „Frondy”, Warszawa 2009.
- Bitwa o Madryt – razem z Tomaszem Terlikowskim, Fronda, Warszawa 2010, ISBN 978-83-62268-56-6.
- Ufam. Śladami Siostry Faustyny, Rosikon Press, Warszawa 2010, ISBN 978-83-88848-74-2.
- Grzegorz Górny, Anioł Północy, Warszawa: Fronda, 2010, ISBN 978-83-62268-92-4, ISBN 978-83-61881-69-8, OCLC 750934809. Brak numerów stron w książce
- Między matriksem a krucyfiksem, W drodze, 2010, ISBN 978-83-7033-762-9.
- Raport o stanie wiary w Polsce, wywiad-rzeka wywiad z abp. Józefem Michalikiem, który przeprowadzili Grzegorz Górny i Tomasz Terlikowski (Polskie Wydawnictwo Encyklopedyczne 2011) ISBN 978-83-7557-113-4.
- Świadkowie Tajemnicy, Rosikon Press, Warszawa 2012.
- Jednostki specjalne. Niezwykłe wywiady z frontu wojny o duszę świata, Radom 2012.
- Kuszenie dotyczy każdego. Ks. Aleksander Posacki w rozmowie z Grzegorzem Górnym, Radom 2012.
- Janusz Rosikoń, Grzegorz Górny Ufający Śladami bł. ks. Michała Sopoćki, Rosikon Press, Warszawa 2012.
- Oblicze Prawdy. Żyd, który zbadał Całun Turyński, Rosikon Press, Warszawa 2013.
- Zbrodnia i medycyna, Radom 2013.
- Sprawiedliwi. Jak Polacy ratowali Żydów przed Zagładą, Rosikon Press, Warszawa 2013 ISBN 978-83-62981-60-1.
- Ludzie z doliny śmierci, Wydawnictwo AA, Kraków 2013, 224 s., ISBN 978-83-7864-384-5.
- Trzej królowie. Dziesięć tajemnic. Sekrety Bożego Narodzenia, Rosikon Press, Warszawa 2014 ISBN 978-83-62981-96-0.
- Przebaczamy, książka napisana wspólnie z Januszem Rosikoniem, Wydawcy: Gmina Wrocław i Narodowe Centrum Kultury, Warszawa 2015, ISBN 978-83-7982-136-5.
- Wir gewähren Vergebung książka napisana wspólnie z Januszem Rosikoniem, Wydawcy: Gmina Wrocław i Narodowe Centrum Kultury, Warszawa 2015, ISBN 978-83-7982-137-2.

## Filmografia
- Przebaczamy i prosimy o przebaczenie, 2001
- Cywilizacja aborcji, dokumentalny, 2003[13] – przytoczono w nim liczby aborcji: rocznie 53 miliony zabiegów oraz podano, że w ciągu ostatnich 30 lat przeprowadzono na świecie jeden miliard aborcji[14]
- Narkoatak, 2004
- Polski islam, 2004
- Śmierć na życzenie?, 2004
- Boskie oblicze, 2006
- Przebaczyć, 2006[15]

## Nagrody
- Medal Europa, Węgry, Budapest, 2011[16]